# Neijing Tu

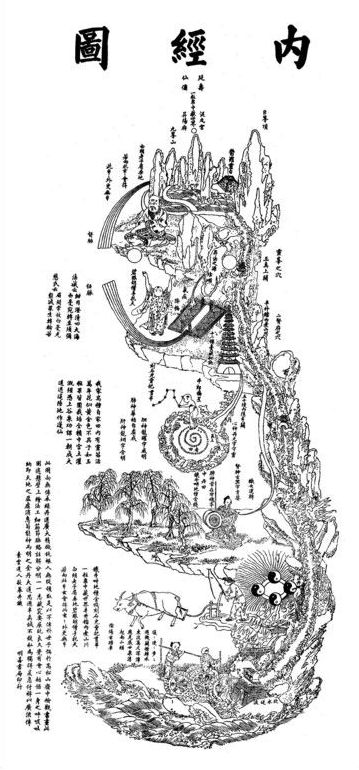
Diagrama

El Neijing Tu (en chino: 內經圖) es un diagrama taoísta del siglo XIX basado en poemas neidan atribuidos a Lü Dongbin. Fue grabado en una estela de piedra en Baiyun Guan (白雲觀, o Templo de la Nube Blanca) en Pekín. En este diagrama de un cuerpo humano, que puede ser masculino o femenino, la cabeza representa el monte Kunlun, la residencia de las deidades taoístas más importantes, así como el campo de cinabrio superior (dantian), una cámara de procesamiento clave del elixir interno. Se conecta con el resto del cuerpo a través de un ancho río, que indica la columna vertebral y el Vaso Rector (dumai), la línea de qì central a lo largo de la parte posterior del cuerpo.
También se conoce en castellano como:
- La ilustración del entramado interior[3]
- El dibujo del paisaje interior[4]

## Etimología
La palabra en chino Neijing Tu se compone de tres palabras:
- Nei (內) se traduce como "interior" o "interno", aunque nei también puede tener la connotación de "esotérico".
- Jing (經) se encuentra con mayor frecuencia interpretado como "escritura", "clásico" o "texto". El ideograma se compone de dos partes: el radical "seda" (si 絲) y el jing fonético (巠). En este sentido, de acuerdo a Komjathy, jing se interpretaría de varias maneras: “texto/clásico”, “pasar”, “regular”, “arreglar”, “la urdimbre (de un tejido)”, y “meridianos” o “arterias”.
- Tu (圖) se traduce comúnmente como "ilustración", "gráfico", "mapa" o "diagrama".

En inglés, una traducción común sería The Diagram of Internal Pathways (El diagrama de las vías internas).